# Музей медицины Азербайджана
Музей медицины Азербайджана — музей в Баку, был создан указом Министерства здравоохранения Республики (министр Телат Гасымов) 2 июля 1984 года. Официальное открытие состоялось 29 января 1986 года. Создание, функционирование и развитие музея медицины Азербайджана напрямую связано с историей медицины.

## Экспозиция
В музее представлено развитие медицины на территории Азербайджана с древнейших времен до наших дней. Его экспозицию составляют фотографии, книги, инструменты, анатомические препараты, личные вещи выдающихся азербайджанских врачей, лекарственные препараты, медицинские и аптечные приборы.
Собрание музея непрерывно пополняется.
В первом зале расположен бюст Абу Али ибн Сины и фотография сделанной в 1143 году рукописи его произведения «Канон врачебной науки», который изучают во многих медицинских университетах Европы.
Во втором зале расположены средневековые хирургические инструменты и копии отдельных медицинских трактатов наших врачей XIII—XIX веков, оригиналы которых хранятся в Институте рукописей.
В третьем зале продемонстрировано множество фотографий и документов, относящихся к лечебницам, оснащённым по распоряжению бакинских нефтепромышленников начала XX века самым современным на тот период медицинским оборудованием.
В четвёртом зале представлено развитие медицины периода первой на Востоке демократической республики — Азербайджанской Народной Республики, о первом здании Бакинского государственного университета, его первых ректорах — хирурге Василии Разумовском и невропатологе Сергее Давиденко, о первом выпуске медицинского факультета, профессорско-преподавательском составе.
В пятом зале расположены информация об организации медицины в Советском Азербайджане довоенного периода и о создании и деятельности Азербайджанского медицинского университета и Института усовершенствования врачей.
Последний зал музея посвящён работе, проделанной в области здравоохранения под руководством Президента Азербайджанской Республики Ильхама Алиева.

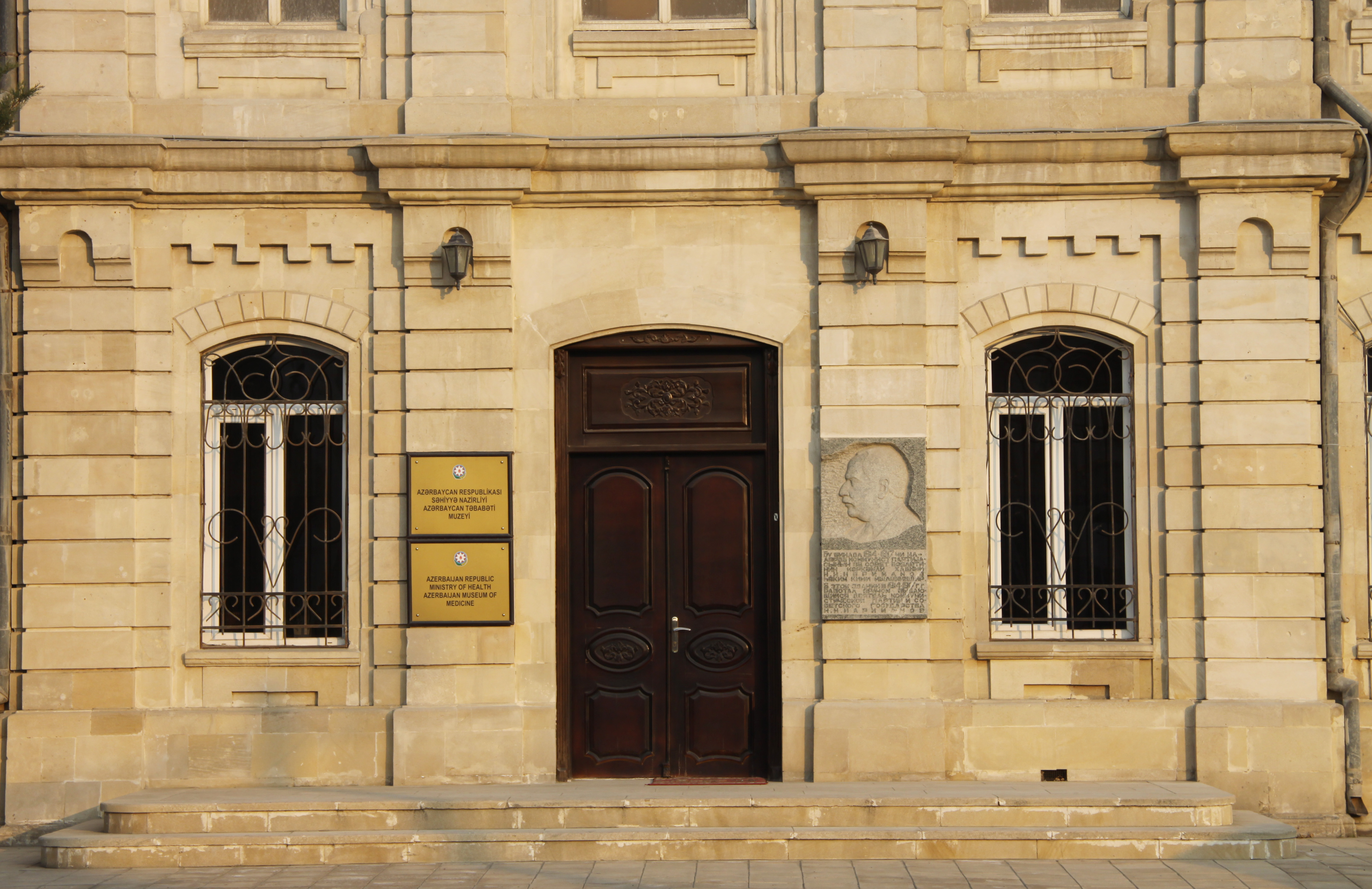
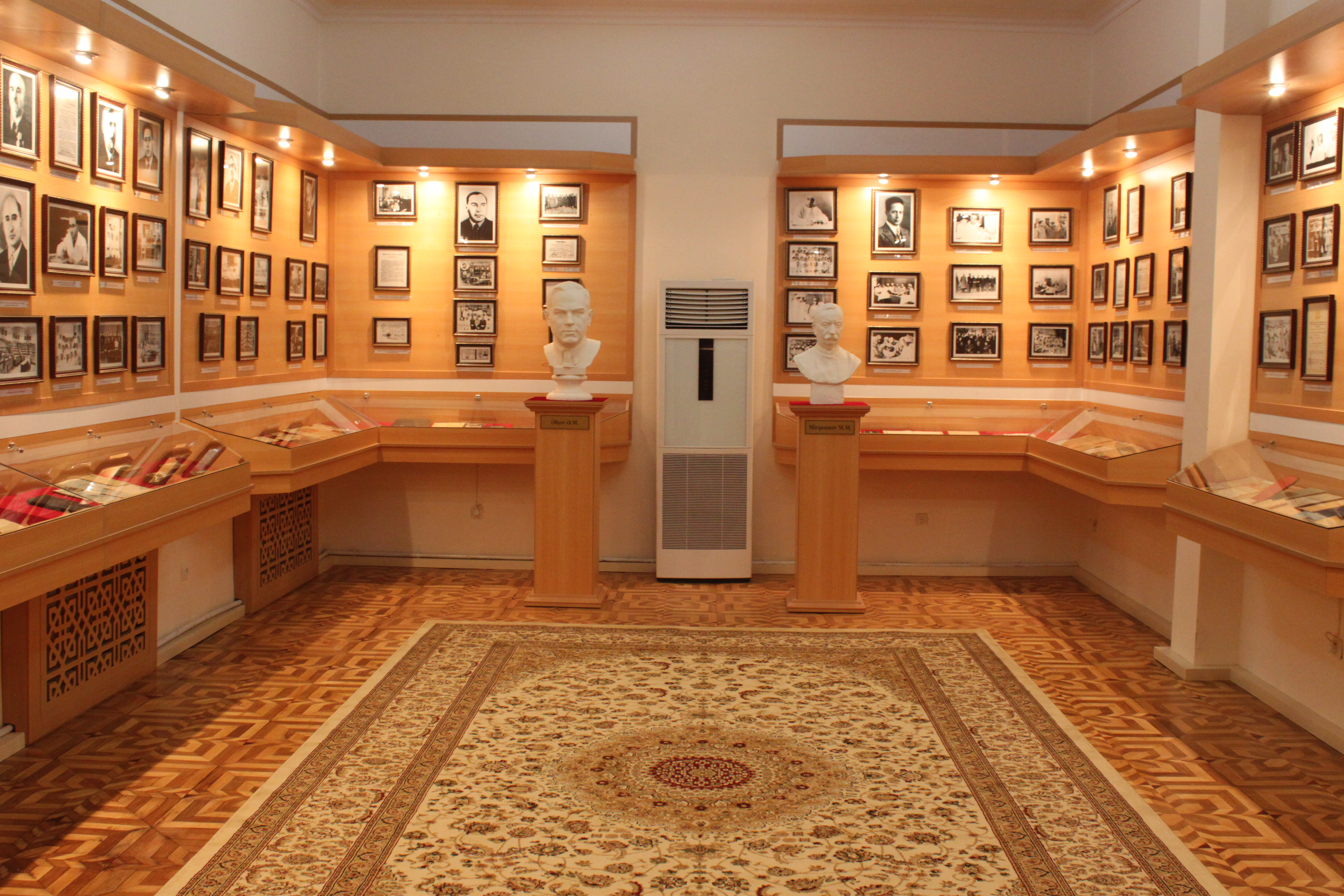
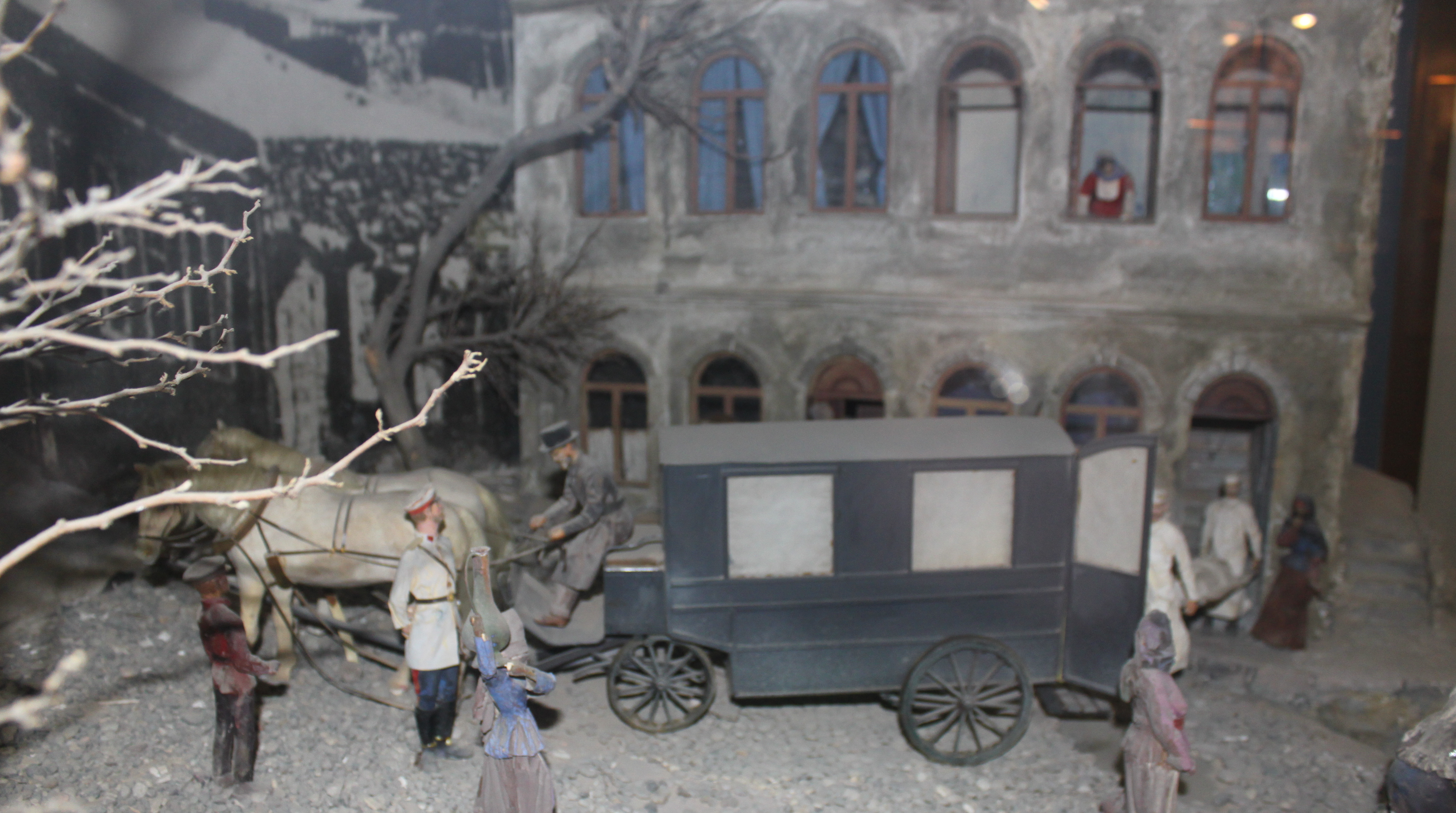
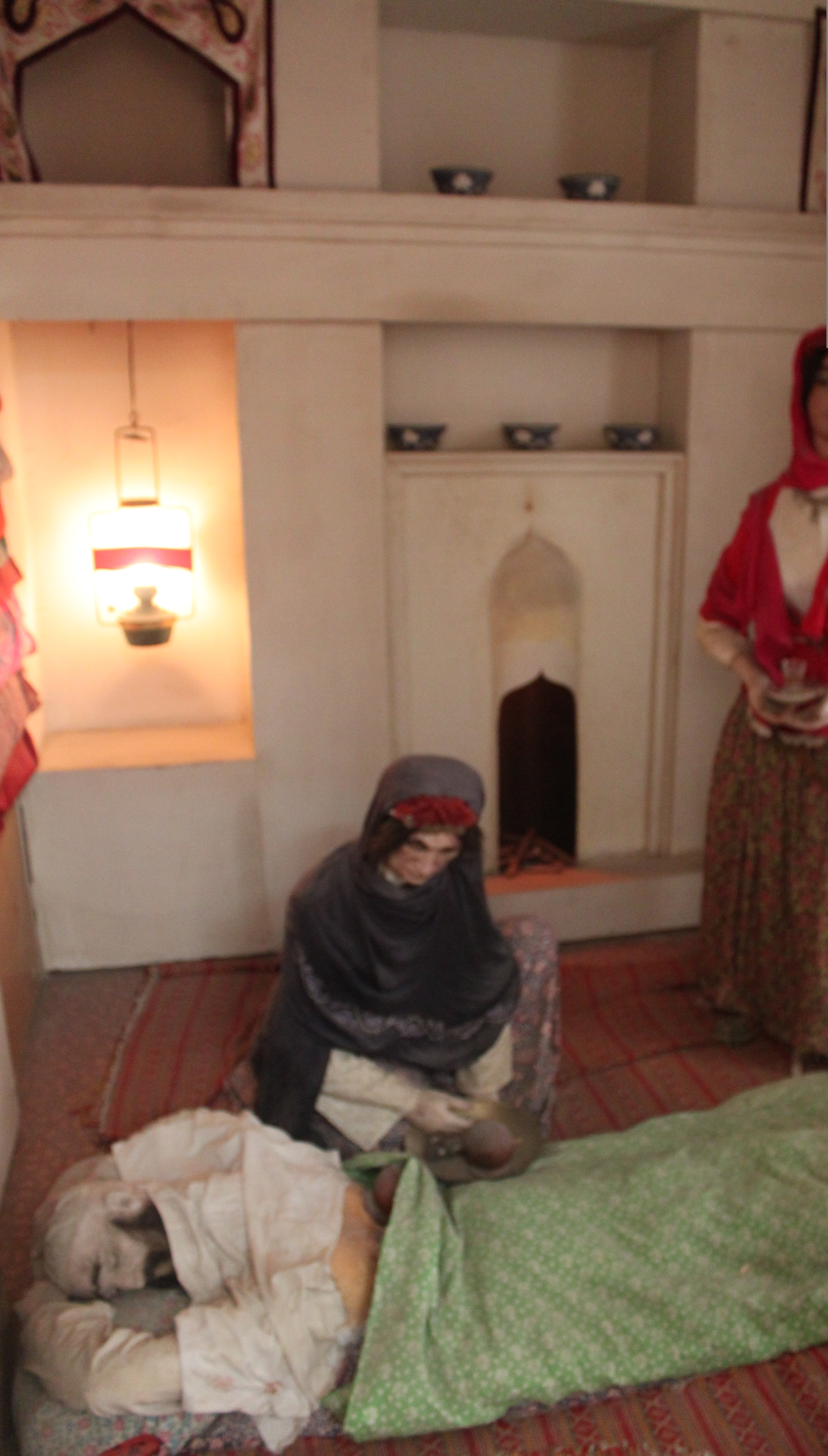
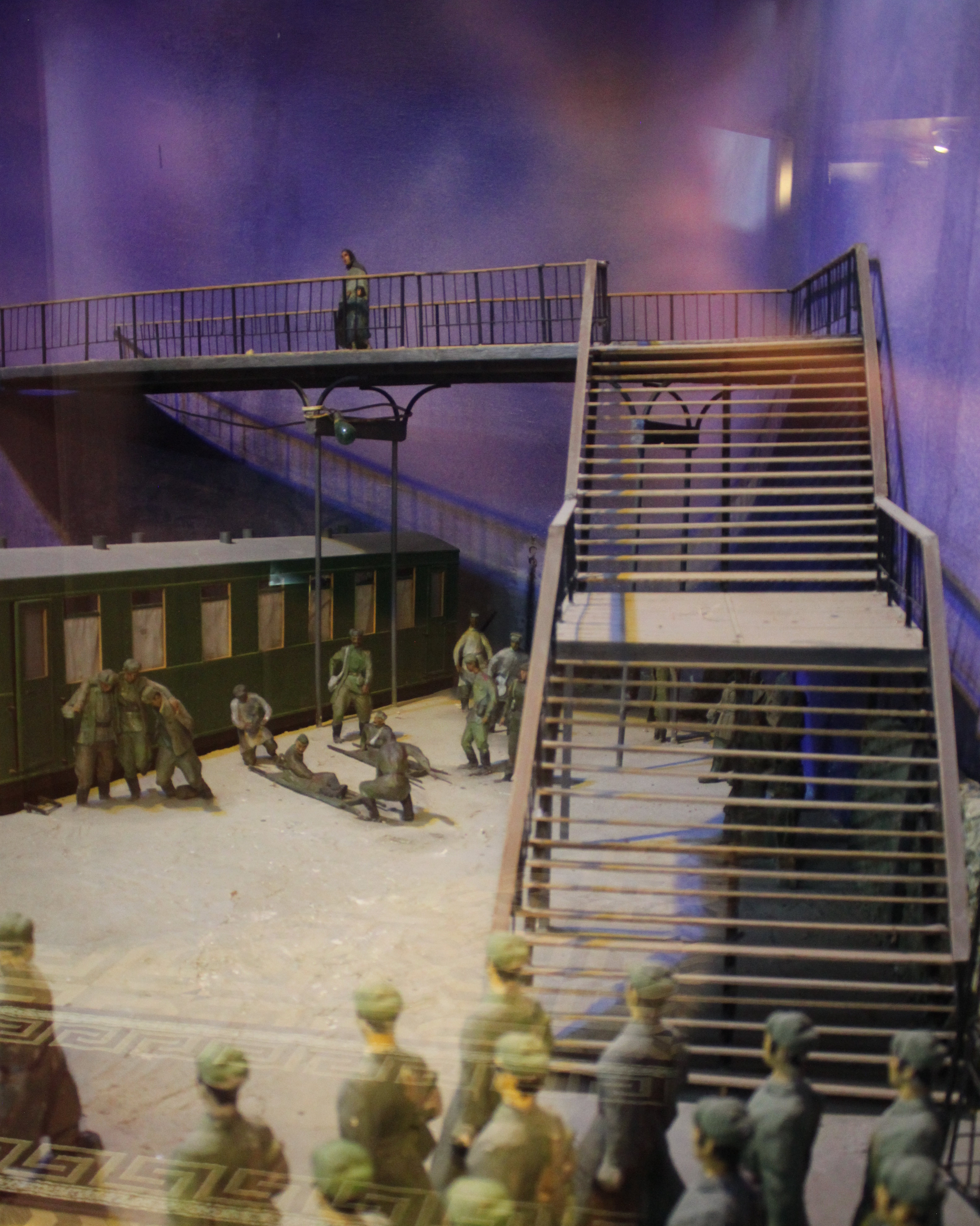